# Aage Eriksen
Aage Eriksen (ur. 5 maja 1917 w Notodden, zm. 17 czerwca 1998 tamże) – norweski zapaśnik, medalista Igrzysk Olimpijskich w 1948 oraz uczestnik Igrzysk w 1952 roku.

## Letnie Igrzyska Olimpijskie 1948
| Konkurencja             | Runda grupowa          | Runda grupowa          | Runda grupowa            | Runda grupowa         | Runda grupowa         | Finał | Klas. końcowa |
| Konkurencja             | Przeciwnik I           | Przeciwnik II          | Przeciwnik III           | Przeciwnik IV         | Przeciwnik V          | Finał | Miejsce       |
| ----------------------- | ---------------------- | ---------------------- | ------------------------ | --------------------- | --------------------- | ----- | ------------- |
| styl klasyczny do 67 kg | Károly Ferencz (HUN) L | Giacomo Gesino (ITA) W | Jeorjos Petmezas (GRC) W | Eero Virtanen (FIN) W | Charif Damage (LBN) W |       | 2.            |

## Letnie Igrzyska Olimpijskie 1952
| Konkurencja             | Runda grupowa       | Runda grupowa        | Runda grupowa                  | Runda grupowa                  | Runda grupowa                  | Runda grupowa                  | Finał                          | Klas. końcowa |
| Konkurencja             | Przeciwnik I        | Przeciwnik II        | Przeciwnik III                 | Przeciwnik IV                  | Przeciwnik V                   | Przeciwnik VI                  | Finał                          | Miejsce       |
| ----------------------- | ------------------- | -------------------- | ------------------------------ | ------------------------------ | ------------------------------ | ------------------------------ | ------------------------------ | ------------- |
| styl klasyczny do 67 kg | Dumitru Cuc (ROU) L | Szazam Safin (SUN) L | → Odpadł z dalszej rywalizacji | → Odpadł z dalszej rywalizacji | → Odpadł z dalszej rywalizacji | → Odpadł z dalszej rywalizacji | → Odpadł z dalszej rywalizacji | 13.           |